# 伊利亚索尔泰拉
伊利亚索尔泰拉是巴西圣保罗州的一个市镇。总面积659.379平方公里，总人口24176人，人口密度36.7人/平方公里。